# Miglior giovane Under-20 dell'anno IFFHS

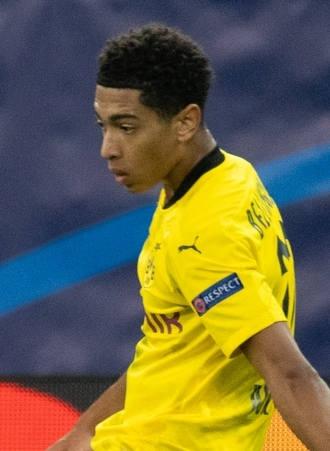
Jude Bellingham, maggior vincitore del riconoscimento maschile con due affermazioni

Il Miglior giovane Under-20 dell'anno IFFHS (in inglese IFFHS World's Best Youth (U20) Player) è un premio calcistico assegnato dall'IFFHS al miglior giovane Under-20 dell'anno solare. Il riconoscimento è stato istituito nel 2021.
Il maggiore vincitore del premio è l'inglese Jude Bellingham con due affermazioni.

## Calcio maschile

### Albo d'oro
| Anno | Allenatore      | Club                          |
| ---- | --------------- | ----------------------------- |
| 2021 | Pedri           | Barcellona                    |
| 2022 | Jude Bellingham | Borussia Dortmund             |
| 2023 | Jude Bellingham | Borussia Dortmund Real Madrid |
| 2024 | Lamine Yamal    | Barcellona                    |

### Statistiche

#### Vittorie per giocatore
| Giocatore       | Vittorie | Anni       |
| --------------- | -------- | ---------- |
| Jude Bellingham | 2        | 2022, 2023 |
| Pedri           | 1        | 2021       |
| Lamine Yamal    | 1        | 2024       |

#### Vittorie per nazionalità
| Nazione     | Vittorie | Anni       |
| ----------- | -------- | ---------- |
| Inghilterra | 2        | 2022, 2023 |
| Spagna      | 2        | 2021, 2024 |

#### Vittorie per club
| Club              | Vittorie | Anni       |
| ----------------- | -------- | ---------- |
| Borussia Dortmund | 2        | 2022, 2023 |
| Barcellona        | 2        | 2021, 2024 |
| Real Madrid       | 1        | 2023       |

In corsivo le edizioni condivise.

## Calcio femminile

### Albo d'oro
| Anno | Giocatrice       | Club              |
| ---- | ---------------- | ----------------- |
| 2021 | Hanna Bennison   | Rosengård Everton |
| 2022 | Linda Caicedo    | Deportivo Cali    |
| 2023 | Salma Paralluelo | Barcellona        |
| 2024 | Vicky López      | Barcellona        |

### Statistiche

#### Vittorie per giocatrice
| Giocatrice       | Vittorie | Anni |
| ---------------- | -------- | ---- |
| Hanna Bennison   | 1        | 2021 |
| Linda Caicedo    | 1        | 2022 |
| Salma Paralluelo | 1        | 2023 |
| Vicky López      | 1        | 2024 |

#### Vittorie per nazionalità
| Nazione  | Vittorie | Anni       |
| -------- | -------- | ---------- |
| Spagna   | 2        | 2023, 2024 |
| Svezia   | 1        | 2021       |
| Colombia | 1        | 2022       |

#### Vittorie per club
| Club           | Vittorie | Anni       |
| -------------- | -------- | ---------- |
| Barcellona     | 2        | 2023, 2024 |
| Rosengård      | 1        | 2021       |
| Everton        | 1        | 2021       |
| Deportivo Cali | 1        | 2022       |

In corsivo le edizioni condivise.